# Procédure d'adhésion de la Grèce à la Communauté économique européenne
La procédure d’adhésion de la Grèce à la Communauté économique européenne est le processus politique qui a permis à la Grèce de rejoindre la CEE (devenue l'Union européenne en 1993) le 1er janvier 1981. Ce deuxième élargissement de la CEE porte le nombre d'États membres à dix.

## Historique
Le 9 juillet 1961 à Athènes, la Grèce signe un accord d'association avec la CEE, entré en vigueur en novembre 1962, celui-ci prévoit une union douanière, une harmonisation politique (finance, agriculture, fiscalité, etc.), la libre circulation ainsi que la possibilité d'adhérer, à terme, à la Communauté européenne. Cet accord est remis en cause lors de la période de la dictature des colonels mais la candidature d'adhésion est finalement déposée le 12 juin 1975.
Le coup d'État militaire de 1967 inaugure une période d'isolement diplomatique en Europe, le régime d'association est suspendu. La monarchie est abolie en juin 1973 et la junte militaire quitte le pouvoir durant l'été 1974. Le 28 novembre 1974, la Grèce réintègre le Conseil de l'Europe et les premières élections libres (post période dictatoriale) sont remportées par Konstantinos Karamanlis qui soutient pleinement l'adhésion et l'ouverture du marché grec sur le marché européen. À l'inverse, le parti socialiste fondé par Andréas Papandréou et les communistes s'y opposent car : « ils craignent une plus grande dépendance économique et politique du pays ».

### Négociations
Les négociations d'adhésion commencent officiellement le 27 juillet 1976.
La Commission, réservée sur la candidature, formule un avis détaillé au Conseil dans un rapport du 29 janvier 1976. Ce rapport, tout en soulignant l'importance politique que constituerait l'adhésion de la Grèce à la CEE, souligne les retards économiques et agricoles de la Grèce par rapport à l'Europe des Neuf. Afin d'harmoniser la situation de la Grèce avec celle des autres États membres, la Commission propose une période de pré-adhésion. Elle souligne aussi le contentieux entre la Grèce et la Turquie au sujet de l'occupation de la partie nord de l'île  de Chypre par l'armée turque.
Les négociations s'achèvent le 23 mai 1979.

### Traité d'Athènes et adhésion
La signature du traité d'adhésion a eu lieu le 28 mai 1979. La Grèce rentre dans la CEE le 1er janvier 1981, elle bénéficie d'une période transitoire de cinq ans pour adapter son économie aux règles communautaires. À peine acquise, l'adhésion de la Grèce est remise en question par le nouveau gouvernement d'Andréas Papandréou qui n'obtient pas la modification des règles fondamentales des traités mais un accroissement des aides communautaires pour son pays.

## Questions liées à l'adhésion grecque

### Problématiques économiques
Les difficultés économiques prévues avec l'adhésion de la Grèce sont importantes, le PIB est de 50 % inférieur à la moyenne communautaire, le taux de chômage est plus élevé que ceux de ses partenaires européens et l'inflation est encore forte. Avec l'adhésion, la Grèce souhaite bénéficier des prix agricoles garantis (PAC) et de certains fonds structurels communautaires (notamment le FEDER). Plus de 26 % de la population active grecque reste employée dans l'agriculture alors que le secteur primaire n'occupe plus que 8 % des actifs dans la Communauté. Certains produits agricoles grecs (huile d'olive, vin, fruits et légumes) risquent par ailleurs de concurrencer des productions déjà excédentaires en Italie ou en France dans le cadre de la politique agricole commune. Les anciens membres craignent aussi un afflux de travailleurs grecs important.
L'ouverture est également un risque que prend la Grèce, son secteur secondaire est peu développé et peu compétitif, au risque de le voir se contracter et de déstabiliser la balance commerciale intracommunautaire avec le reste de la CEE. C'est pourquoi elle obtient une période transitoire de cinq ans pour réformer son économie et avant de pouvoir d'intégrer l'union douanière et d'aligner ses prix agricoles sur ceux de la Communauté. Il est même prévu d'intégrer la drachme dans le Système monétaire européen (SME) où elle représente 1,3 % de la European Currency Unit (ECU),.

### Crise entre la Grèce et la Turquie au sujet de Chypre
Dans son avis du 29 janvier 1976, la Commission s'inquiète de l'intégration dans la CEE de la crise entre la Grèce et la Turquie (associé à la Communauté depuis 1963) au sujet de Chypre. En effet, dès juillet 1974, la partie nord de l'île est occupée par les troupes turques.

### Problèmes politiques
Pour Papandréou, qui prend le pouvoir en octobre 1981, « l'acceptation de l'option d'une politique d'abandon national abolit la responsabilité grecque concernant l'avenir du pays en la déléguant à des centres de décision étrangers, qui ne peuvent correspondre aux idéaux politiques et nationaux et à la vision du changement socio-économique qui tiennent au cœur du peuple hellénique », la raison en est surtout idéologique, à des fins de politique intérieure. Sa relance par le social se traduit par le relèvement des plus bas salaires, des retraites et leur indexation prévue des salaires sur les prix ; dans le contexte du deuxième choc pétrolier, cette politique dégrade très fortement les finances publiques et aggrave la situation économique du pays.

## Sondages d'opinion
En Grèce, le parti conservateur Nouvelle Démocratie, dirigé par Constantin Karamanlis, soutient la procédure d'adhésion tandis que le parti socialiste d'Andréas Papandréou et les communistes pro-soviétiques s'y opposent craignant une plus grande dépendance économique du pays. Constantin Karamanlis compte sur le soutien de la France à la candidature grecque.

## Sources

## Compléments

### Lectures approfondies
- (en) George Nicolas Yannopoulos, Greece and the EEC : Integration and Convergence, MacNillan Press, coll. « University of Reading European and International Studies », 1986, 178 p. (ISBN 978-0-3334-0623-6)
- Nicolas Bloudanis, Histoire de la Grèce moderne 1828-2012 : Mythes et réalités, L'Harmattan, 2013, 240 p. (ISBN 978-2-3363-2716-7)
- Marie-Thérèse Bitsch, Histoire de la construction européenne de 1945 à nos jours, Complexe, 1999, 360 p. (ISBN 978-2-8048-0021-5)
- Gérard Bossuat, Histoire de l'Union européenne : Fondations, élargissements, avenir, Belin, coll. « Belin sup. Histoire », 2 juin 2009, 411 p. (ISBN 978-2-7011-5250-9)
- Bino Olivi, L'Europe difficile : Histoire politique de la Communauté européenne, Gallimard, 1998, 560 p. (ISBN 978-2-0703-4575-5)
- Jean-Louis Quermonne, Le système politique de l'Union européenne : des Communautés économiques à l'Union politique, Montchrestien, 1994, 157 p. (ISBN 978-2-7076-0626-6)
- Loukas Tsoukalis, « La Grèce dans l'Union européenne », Pôle Sud, no 18,‎ 2003, p. 91-100 (lire en ligne)
- Xénophon Zolotas, « Les atouts que la Grèce peut apporter au Marché Commun », Le Nouveau Journal,‎ 5 mars 1977 (lire en ligne)